# Ja'far Mojtahedi
Ja'far Mojtahedi (en persan : جعفر مجتهدی), né le 25 janvier 1925 à Tabriz, était un mystique iranien. Il est décédé à Machhad le 26 janvier 1996. Jusqu'en 2015, au moins huit livres ont écrit sur lui.

## Début de la vie
Sa famille était riche et religieuse. Ja'far, malgré sa puérilité avait eu du zèle pour l'amour divin et la dévotion envers les Ahl-al-bayt. Son père est mort quand Ja'far était enfant, il a donc été bien formé sous la garde de sa mère, une femme savante. De plus, il a tendance à l'alchimie dans sa jeunesse et a dépensé une certaine fortune héritée de son père sur cette science.

## Livres sur lui
Jusqu'en 2015, au moins huit titres de livres différents ont été écrits et publiés sur Jafar Mojtahedi.
- Dar mahzare lahoutian (persan : در محضر لاهوتیان) en deux tomes [4]
- Laleh-i Az Malakout (persan : لاله ای از ملکوت) en quatre tomes [5]
- Dore Donya Dar 71 Sal (persan : دور دنیا در 71 سال) (Tour du monde en 71 ans)[6]

## Lies externes
- (fa) Biographie en persan sur olama-orafa.ir
- (fa) Livre audio sur lui